# Otto Dostojny
Otto I Znakomity (zm. 30 listopada 912 r.) – w latach 880-912 książę saski z dynastii Ludolfingów.

## Życiorys
Otto był młodszym synem księcia saskiego Ludolfa. W 880 r. po śmierci brata Brunona został księciem saskim. Był także hrabią Eichsfeld i od 888 r. południowej Turyngii. Od 908 r. jest wzmiankowany jako świecki opat w Hersfeld. Niepewne źródło wspomina o jego udziale w wyprawie włoskiej w 894 r. Miał wówczas zostać komendantem Mediolanu.
Otto Znakomity dzięki prowadzonej polityce rodzinnej stał się jednym z najważniejszych osób państwa wschodniofrankijskiego. Jego żona Jadwiga (Hadwig) pochodziła z rodu Popponów, a córka Oda poślubiła Zwentibolda, nieślubnego syna Arnulfa z Karyntii.
Otto Znakomity został pochowany w opactwie Gandersheim.

## Rodzina
Otto był żonaty z Jadwigą (Hadwig, Hatnui) (zm. 24 grudnia 903 r.), córką Henryka, margrabiego Fryzji.
Potomstwo:
- Thankmar (poświadczony 907 r., zm. przed 30 listopada 912 r.)
- Ludolf (poświadczony 907 r., przed 30 listopada 912 r.)
- Henryk I Ptasznik (zm. 936) – król niemiecki
- Oda (zm. zapewne 2 lipca po 952) ∞ I 27 marca/13 czerwca 897 r. Zwentibold, 895 król Lotaryngii (zm. 13 sierpnia 900 r.), ∞ II 900 hrabia Gerhard (zm. 22 czerwca 910)
- Ludgarda (Dodica) (zm. 21 stycznia 923 r.), w latach 919-923 opatka w Gandersheim
- Irminburga (zm. przed 936) ∞ hrabia Zygfryd (zm. 3 grudnia 936/941), brat margrabiego Marchii Wschodniej Gerona

- córka (nieślubna) (wzmiankowana 932) ∞ Wido z Turyngii.

## Literatura
- Dworzaczek W., Genealogia, Warszawa 1959, tablica 43.